# San Marino op de Olympische Winterspelen 1992
Tijdens de Olympische Winterspelen van 1992, die in Albertville (Frankrijk) werden gehouden, nam San Marino voor de vierde keer deel.

## Deelnemers en resultaten

### Alpineskiën
| Olympiër        | Discipline       | Resultaat | Prestatie                        |
| --------------- | ---------------- | --------- | -------------------------------- |
| Nicola Ercolani | super g (m)      | 66e       | 1.23,72 (+10,68)                 |
| Nicola Ercolani | reuzenslalom (m) | dnf-1     | opgave run 1                     |
| Nicola Ercolani | slalom (m)       | dnf-1     | opgave run 1                     |
| Jason Gasperoni | super g (m)      | dnf       | opgave                           |
| Jason Gasperoni | reuzenslalom (m) | 59e       | 2.38,35 (+31,37) 1.20,74+1.17,61 |
| Jason Gasperoni | slalom (m)       | dnf-1     | opgave run 1                     |

### Langlaufen
| Olympiër           | Discipline                    | Resultaat | Prestatie                                |
| ------------------ | ----------------------------- | --------- | ---------------------------------------- |
| Andrea Sammaritani | 10 km klassiek (m)            | 109e      | 47.37,8 (+20.01,8)                       |
| Andrea Sammaritani | achtervolging 10 km+15 km (m) | 97e       | +44.37,5 (10 km:47.37 + 15 km:1:02.38,4) |

Algerije · Amerikaanse Maagdeneilanden · Andorra · Argentinië · Australië · België · Bermuda · Bolivia · Brazilië · Bulgarije · Canada · Chili · China · Chinees Taipei · Costa Rica · Cyprus · Denemarken · Duitsland · Estland · Filipijnen · Finland · Frankrijk · Gezamenlijk team · Griekenland · Groot-Brittannië · Honduras · Hongarije · Ierland · IJsland · India · Italië · Jamaica · Japan · Joegoslavië · Kroatië · Letland · Libanon · Liechtenstein · Litouwen · Luxemburg · Marokko · Mexico · Monaco · Mongolië · Nederland · Nederlandse Antillen · Nieuw-Zeeland · Noord-Korea · Noorwegen · Oostenrijk · Polen · Puerto Rico · Roemenië · San Marino · Senegal · Slovenië · Spanje · Swaziland · Tsjecho-Slowakije · Turkije · Verenigde Staten · Zuid-Korea · Zweden · Zwitserland